# 周徳興
周 徳興（しゅう とくこう、生年不詳 - 洪武25年8月10日（1392年8月28日））は、元末明初の軍人。本貫は濠州。

## 生涯
朱元璋と同郷で、若くしてお互いに助け合った。朱元璋に従って滁州・和州を攻略した。長江を渡って戦功を重ね、左翼大元帥となった。朱元璋に従って金華・安慶・高郵を奪取した。安豊を救援し、廬州を征討し、指揮使に進んだ。贛州・安福・永新を攻撃し、吉安を落とした。湖広行省左丞に進んだ。至正27年（1367年）、楊璟とともに広西に進攻し、永州を攻撃した。元の平章の阿思蘭と周文貴が全州から来援すると、徳興はこれを撃退し、朱院判を斬った。洪武元年（1368年）、全州まで追撃し、そのまま全州を攻め落とした。道州・寧遠・藍山を下した。進軍して武岡州を攻略し、分兵を分けて険阻な地に拠らせ、静江の援軍を遮断した。広西の平定にあたって、功績が多かった。洪武3年（1370年）、江夏侯に封じられ、世券を与えられた。
この年、慈利の土官の覃垕が茅岡諸寨と連合して反乱を起こし、長沙の苗族が反乱に呼応した。徳興は征南将軍となり、軍を率いてこれを鎮圧した。洪武4年（1371年）、夏を攻撃し、湯和の副将として征西左将軍となり、保寧を攻め落とした。先立って傅友徳が階州・文州を攻略していたが、湯和の率いる水軍はまだ進発していなかった。保寧が下って、両路の軍ははじめて合流した。夏を平定すると、その功を論じられて、湯和の功は徳興によるものとされた。洪武5年（1372年）、徳興は鄧愈の副将として征南左将軍となり、趙庸・左君弼らを率いて南寧に進出し、婪鳳州・田州・安平州の少数民族の反乱を鎮圧し、泗城州を攻略した。中立府と大都督府の事務を代行した。徳興は洪武帝（朱元璋）の旧友であるのをたのみにして、制限を超える広壮な自邸を造営した。御史にその罪を弾劾されたが、洪武帝の命により特別に許された。洪武13年（1380年）、徳興は福建の軍務を監督するよう命じられ、ほどなく京師に召還された。
洪武14年（1381年）、五渓の少数民族の乱が起こると、徳興は洪武帝の命を受けて赴き、反乱軍を敗走させた。四川の水尽源・通塔平の諸洞で反乱が起こると、徳興は命を受けてこれを鎮圧した。洪武18年（1385年）、楚王朱楨が思州五開の少数民族の乱を討つと、徳興はその下で副将軍をつとめた。徳興は湖南にいることが長く、任用しているのはみな湖南の兵であった。武昌など15衛を平定し、1年で軍士44800人を訓練した。荊州に岳山壩を築いて分水して田地を灌漑し、官租にして4300石を増産させた。郷里に帰ると、黄金200両・白金2000両・文綺100匹を賜った。洪武20年（1387年）、福建に赴任し、倭寇対策として沿海に築城した。3年を超えて、自邸に帰ると、鳳陽留守司を節制するよう命じられ、属衛の軍士を訓練した。明の建国の勲臣で生存していた者のうち、徳興は最高の序列に立った。洪武25年（1392年）8月己未、子の周驥が宮中を乱した罪に問われ、徳興父子は連座して処刑された。